# Горни-Бучумет
Горни-Бучумет (серб. Горњи Бучумет) — населённый пункт в общине Медведжя Ябланичского округа Республики Сербии.

## Население
Согласно переписи населения 2002 года, в селе проживало 139 человек — все сербы.
| Численность населения | Численность населения | Численность населения | Численность населения | Численность населения | Численность населения | Численность населения | Численность населения |
| 1948                  | 1953                  | 1961                  | 1971                  | 1981                  | 1991                  | 2002                  | 2011                  |
| --------------------- | --------------------- | --------------------- | --------------------- | --------------------- | --------------------- | --------------------- | --------------------- |
| 436                   | 451                   | 430                   | 342                   | 267                   | 203                   | 139                   | 96                    |

## Религия
Согласно церковно-административному делению Сербской православной церкви, село относится к Медведжянскому приходу Ябланичского архиерейского наместничества Нишской епархии.